# 那波利貞
那波 利貞（なば としさだ、1890年（明治23年）8月1日 - 1970年（昭和45年）10月20日）は、日本の東洋史学者、文学博士、京都大学名誉教授。誠軒と号す。

## 生涯
1890年、徳島県徳島市生まれ。生家は江戸初期以来の藩儒の家柄。11代前の那波道円（号は活所、1595年－1648年）は紀州藩に仕え、道円の子の那波元成（号は木庵、1614年－1683年）には『老圃堂詩集』の著書がある。5代前の那波師曾（字は孝卿、号は魯堂、1727年－1789年）は春秋の学を修め、『左伝標例』の著書があり、阿波藩に使えた。以後、那波家は、利貞の父、那波韋（字は緩卿、号は蜆北）まで、代々阿波藩に藩儒として仕えた。
1898年（明治31年）、利貞が8歳の時、父の韋が亡くなり、利貞は母の旧姓多賀氏より経学の教えを受けた。徳島県立徳島中学校を卒業し、第三高等学校大学予科に入学し、第一部乙類に所属した。
1912年（大正元年）7月、第三高等学校を卒業し、京都帝国大学文科大学史学科に入学し、東洋史学を専攻した。1915年（大正4年）に京都帝国大学を卒業し、同大学院に進学した。
1921年（大正10年）、第三高等学校教授。1929年（昭和4年）、京都帝国大学助教授。1931年（昭和6年）より2年間、文部省の在外研究員となり渡欧、フランスで敦煌文献の調査を行う。
1938年（昭和13年）、京都帝国大学教授、文学部東洋史学第一講座を担当した。同年、『唐の開元・天保初期の交が時世の一変転期たるの考証』を提出して文学博士号を取得。
1953年（昭和28年）8月、京都大学を定年退官。最終講義は、「唐代の庶民教育における算術科の内容とその布算方法について」と題して、10月11日に京都大学楽友会館で行われた。9月より名誉教授。退官後は京都女子大学教授として教鞭をとり、また後に甲南大学教授としても教鞭をとった。1970年（昭和45年）10月に没し、京都市左京区百万遍の了蓮寺で葬儀が営まれた。享年81。

## 著書
- 『燕呉載筆』同文館 1925年
- 『唐代社会文化史研究』創文社 1974年

## 回想
- 『東方学回想 Ⅲ 学問の思い出〈1〉』（刀水書房、2000年）- 座談会での回想を収録